# 4215 Kamo
4215 Kamo è un asteroide della fascia principale. Scoperto nel 1987, presenta un'orbita caratterizzata da un semiasse maggiore pari a 2,4174252 UA e da un'eccentricità di 0,0612901, inclinata di 5,75592° rispetto all'eclittica.